# Sloboština (rijeka)
Sloboština je hrvatska rječica u Brodsko-posavskoj županiji. Izvire na Psunju, kod naselja Bijela Stijena. Duga je 18,3 km. Nastaje slivanjem dvaju potoka, Rašaške i Ruguljice. Završava u kanalu Strug, na koji je povezana. Kanal Strug povezuje rijeku Sloboštinu se Savom.
Sloboština prolazi kroz sljedeća naselja: Bijela Stijena, Trnakovac, Benkovac, Cage, Bodegraj, Okučani i Vrbovljani.